# Uzunsavat, Bingöl
Uzunsavat là một xã thuộc thành phố Bingöl, tỉnh Bingöl, Thổ Nhĩ Kỳ. Dân số thời điểm năm 2010 là 158 người.